# Hygrobia
Hygrobia är ett släkte av skalbaggar som beskrevs av Pierre André Latreille 1804. Hygrobia ingår i familjen Hygrobiidae.
Släktet innehåller bara arten Hygrobia hermanni. Hygrobia är enda släktet i familjen Hygrobiidae.

## Bildgalleri

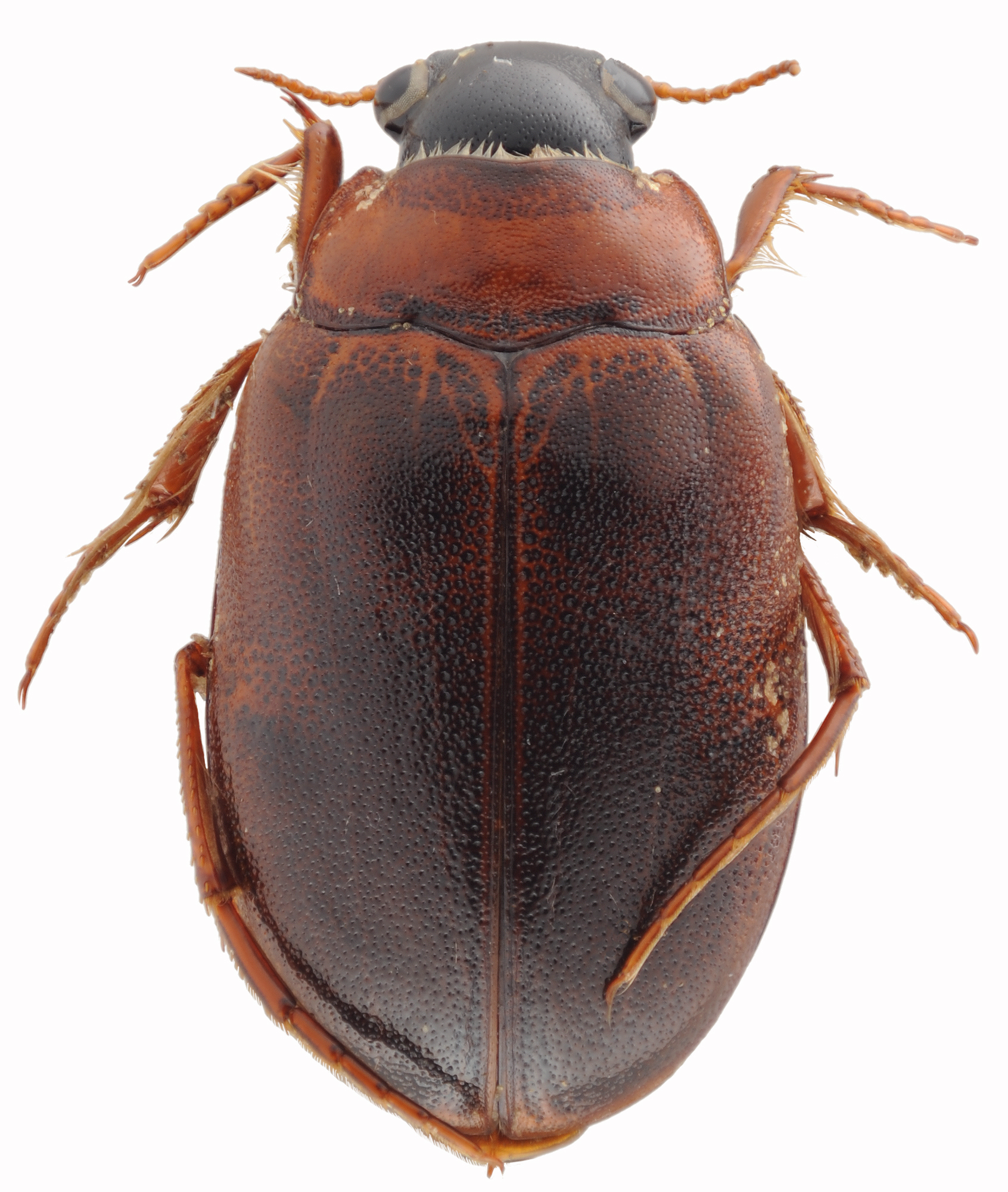
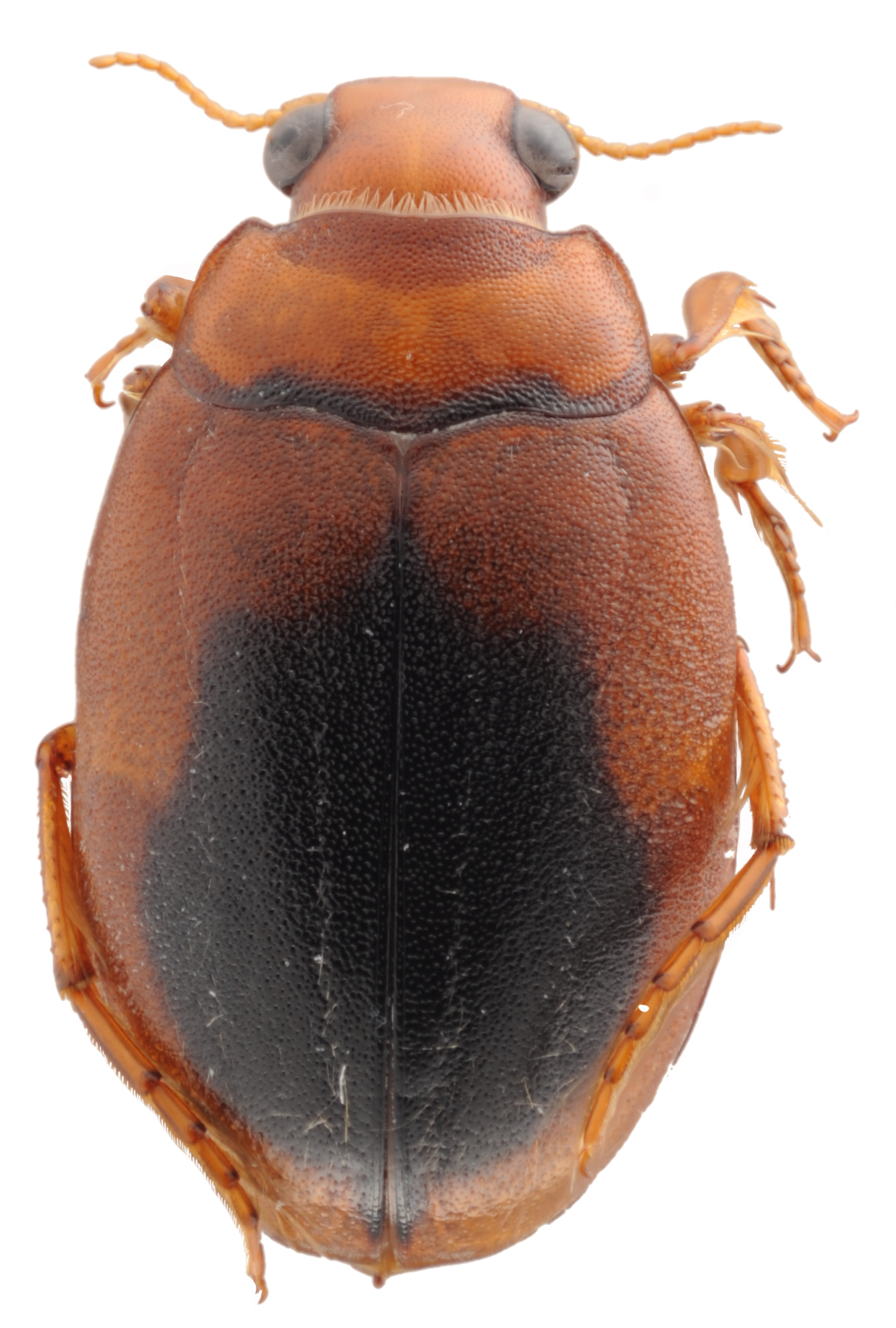
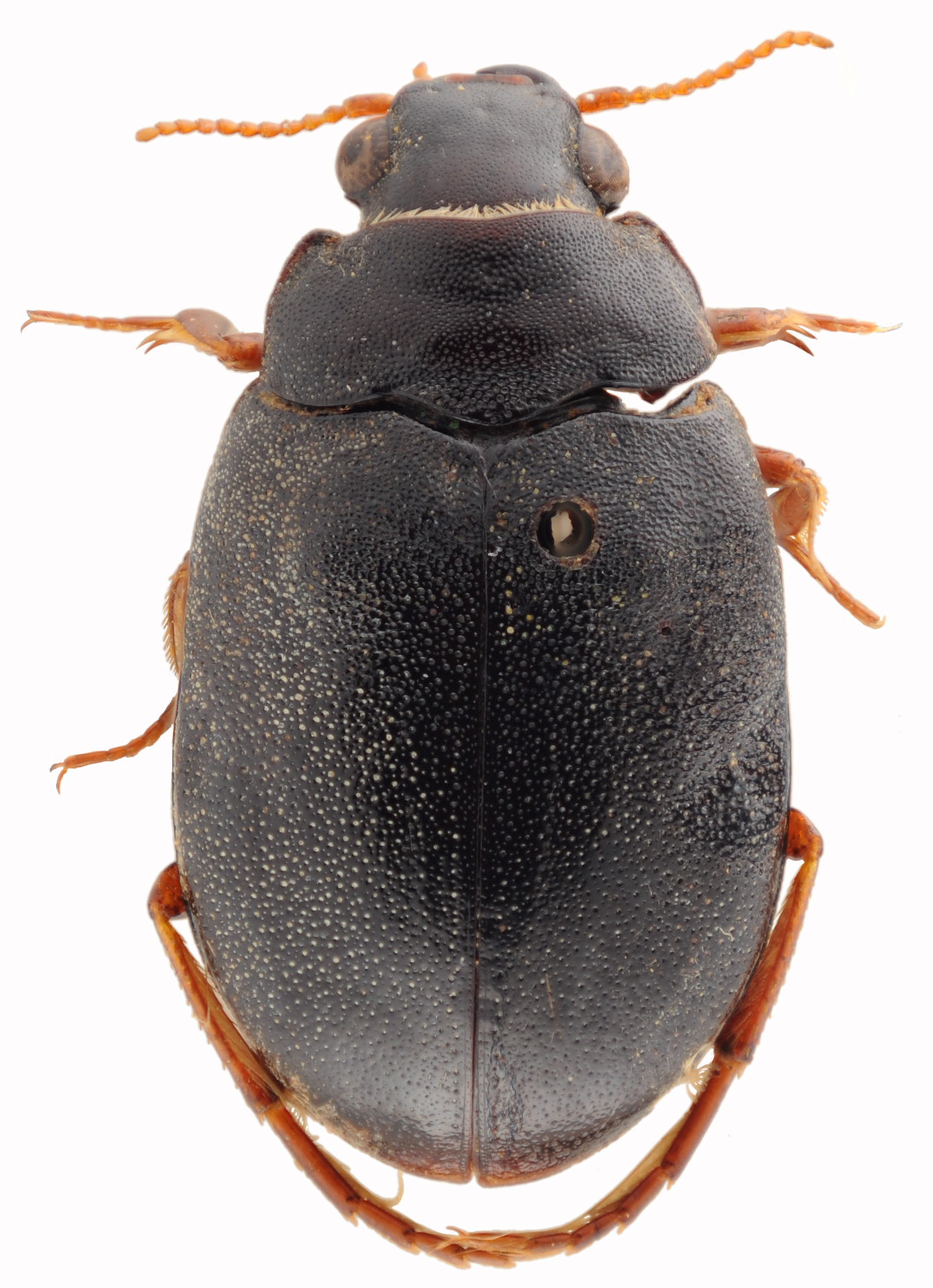
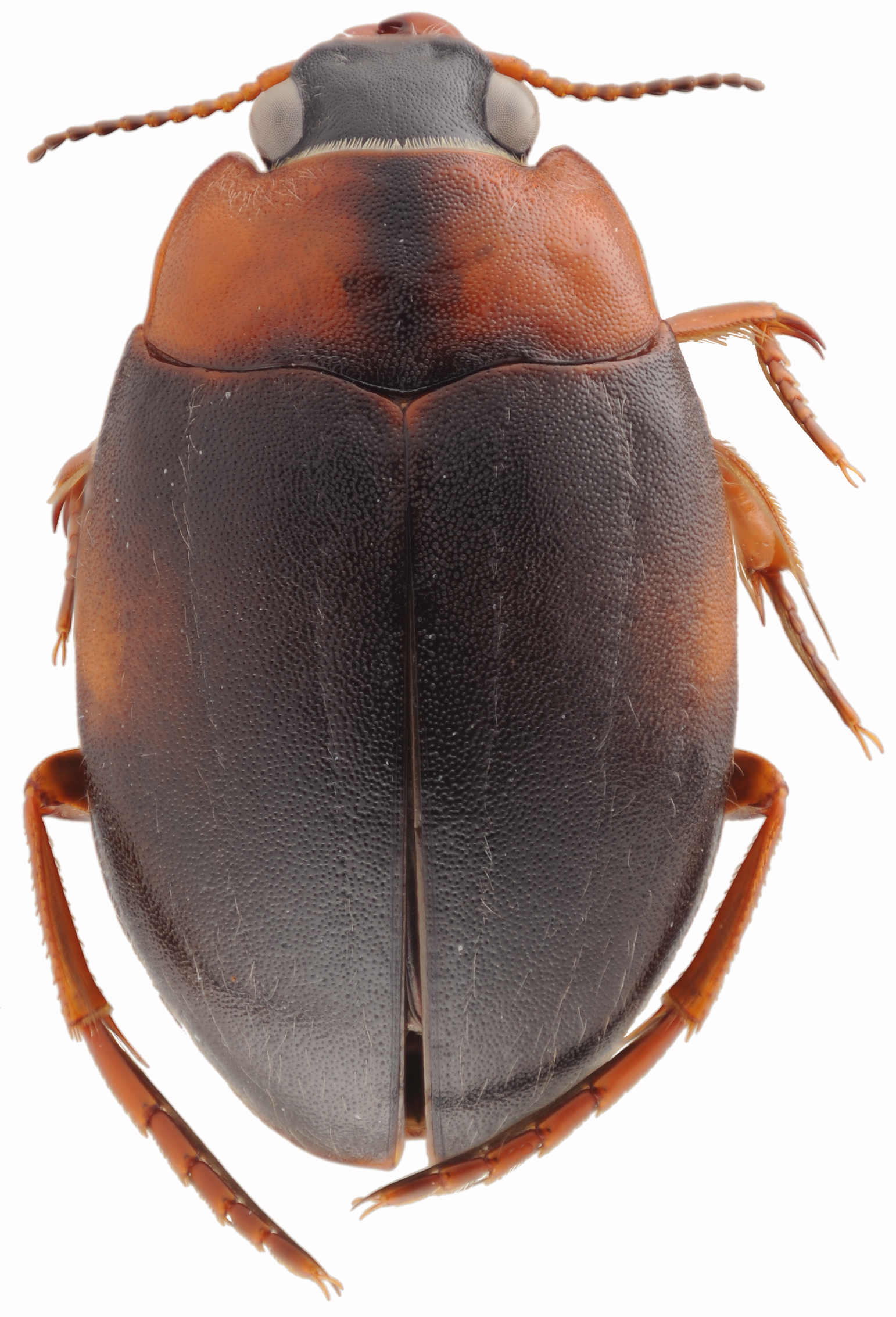
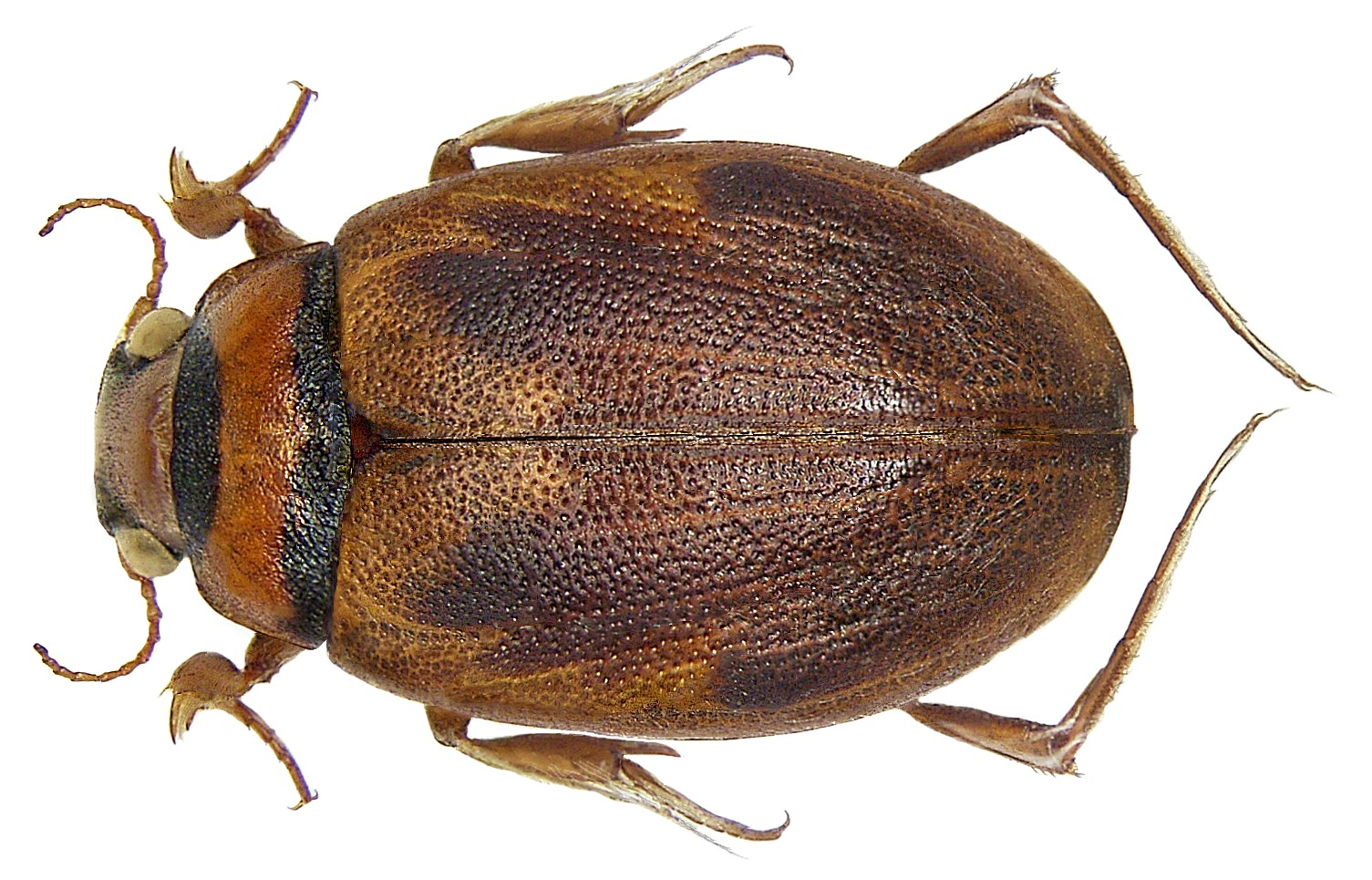
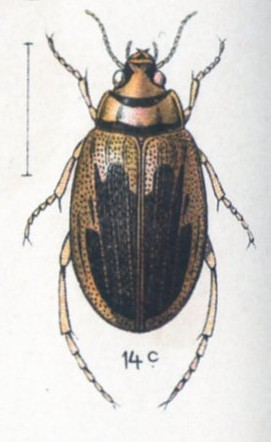